# Forame oval (crânio)

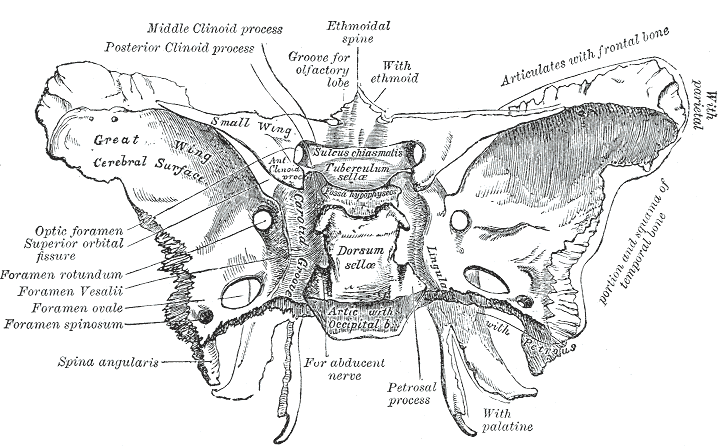

O forame oval é uma abertura presente no esfenóide, um dos ossos que compõem a base do crânio humano. Serve de passagem para nervo mandibular (ramo do trigêmeo) e uma artéria meníngea acessória.
Se localiza póstero-lateralmente ao forame redondo, entre esse e o forame espinhoso.